# Anne Heywood
Anne Heywood (* 11. Dezember 1932 in Handsworth, heute zu Birmingham; gebürtig Violet Pretty; † 27. Oktober 2023) war eine britische Schauspielerin.

## Leben
Die Tochter eines Violinisten gewann 1949 den Titel einer Miss Great Britain. Sie spielte mit den Highbury Players in Birmingham Theater und erhielt, noch unter ihrem echten Namen, 1951 eine erste kleine Filmrolle in Maxie macht Karriere als Teilnehmerin an einem Schönheitswettbewerb.
Ab 1955 war sie in größeren Rollen zu sehen. Besonders in italienischen Produktionen verkörperte sie leidenschaftlich und tragisch verliebte Frauen. In Karthago in Flammen spielte sie die in einen römischen Soldaten verliebte Sklavin Fulvia und in The Fox eine lesbisch Verliebte, was ihr eine Nominierung für einen Golden Globe Award und einen Laurel Award einbrachte. In Die Nonne von Monza stellte sie eine Ordensfrau dar, die zur Strafe für einen Fehltritt lebendig eingemauert wird, in Die Nonne von Verona die Anführerin einer kriminellen Nonnenclique, die schließlich zum öffentlichen Trinken des Schierlingsbechers verurteilt wird.
Heywood war mit dem Filmproduzenten Raymond Stross (1916–1988) verheiratet und verehelichte sich 1991 erneut.

## Filmografie (Auswahl)
| - 1951: Maxie macht Karriere (Lady Godiva Rides Again) - 1956: Checkpoint – Straße des Todes (Checkpoint) - 1957: Im Dienste des Königs (Dangerous Exile) - 1957: Hilfe, der Doktor kommt! (Doctor at Large) - 1958: Kinder der Straße (Violent Playground) - 1959: Flut der Furcht (Floods of Fear) - 1959: Treppauf – treppab (Upstairs and Downstairs) - 1960: Karthago in Flammen (Cartagine in fiamme) - 1960: Aufstand im Morgengrauen (A Terrible Beauty) - 1962: Ein Toter sucht seinen Mörder (The Brain) - 1965: 31 Grad im Schatten (Ninety Degrees in the Shade) - 1967: The Fox | - 1968: Die Nonne von Monza (La monaca di Monza) - 1969: Gestatten, das sind meine Kohlen! (Midas Run) - 1969: Der gefährlichste Mann der Welt (The Most Dangerous Man in the World / The Chairman) - 1972: Ein Mann geht aufs Ganze (L’assassino... è al telefono) - 1972: I Want What I Want - 1973: Trader Horn - 1973: Die Nonne von Verona (Le monache di Sant'Arcangelo) - 1974: Liebestanz unter den Ulmen (La prima volta sull'erba) - 1979: Good Luck, Miss Wyckoff - 1984: Das Geheimnis der Phantomhöhlen (What Waits Below) - 1988: Der Equalizer (The Equalizer; Serie, 2 Folgen) |